# I Gobots
I Gobots (Challenge of the Gobots) è una serie televisiva a cartoni animati statunitensi prodotta dalla Hanna-Barbera nel 1984 basata sugli omonimi personaggi della linea di giocattoli prodotta dalla Tonka.
In Italia fu trasmessa su Junior TV dal maggio 1987.

## Personaggi principali
- Dott. Braxis
- Van Guard
- Cop-Tur
- Dr. Go
- Talc
- Cy-Kill
- Turbo
- Crasher
- Gen. Newcastle
- Leader-1
- Path Finder
- A.J. Foster
- Nick Burns
- Matt Hunter
- Small Foot
- Fitor
- Heat Seeker
- Blaster
- Scooter
- Ben

## Elenco degli episodi
| Stagione         | Episodi | Prima TV originale | Prima TV Italia |
| ---------------- | ------- | ------------------ | --------------- |
| Prima stagione   | 5       | 1984               |                 |
| Seconda stagione | 60      | 1985               |                 |

## Doppiaggio[1]
| Personaggio    | Doppiatore originale      | Doppiatore italiano |
| -------------- | ------------------------- | ------------------- |
| Dott. Braxis   | Rene Auberjonois          |                     |
| Van Guard      | Ken Campbell              |                     |
| Cop-Tur        | Bob Holt Arthur Burghardt |                     |
| Dr. Go         | Philip L. Clarke          |                     |
| Talc           | Arthur Burghardt          |                     |
| Cy-Kill        | Bernard Erhard            |                     |
| Turbo          | Arthur Burghardt          | Vittorio Amandola   |
| Crasher        | Marilyn Lightstone        |                     |
| Gen. Newcastle | Brock Peters              |                     |
| Leader-1       | Lou Richards              |                     |
| Path Finder    | Marilyn Lightstone        |                     |
| A.J. Foster    | Leslie Speights           | Monica Ward         |
| Nick Burns     |                           | Sergio Luzi         |
| Matt Hunter    |                           |                     |
| Small Foot     | B. J. Ward                |                     |
| Fitor          | Kelly Ward                |                     |
| Heat Seeker    | Kirby Ward                |                     |
| Blaster        | Frank Welker              |                     |
| Scooter        | Frank Welker              |                     |
| Ben            |                           | Wladimiro Grana     |

## Altri media
Dalla serie vennero tratti il film animato Gobots - Battle of the Rock Lords del 1986 e il videogioco per computer Challenge of the Gobots del 1987.